# Airport Improvement Program
Das Airport Improvement Program ist ein föderatives Zuschussprogramm der Vereinigten Staaten, das Flughäfen Finanzhilfen für die Verbesserung ihrer Sicherheit und Leistungsfähigkeit gewährt. Gefördert werden Projekte im Zusammenhang mit der Verbesserung von Start- und Landebahnen, Rollbahnen, Ramps, Beleuchtung, Wetterstationen, Navigationshilfen, dem Landerwerb und einigen Bereichen der Planung. Die Finanzierung des Programms erfolgt über eine Steuer für Flugtickets und Treibstoff.